# Persone di nome Josef/Calciatori
| Questa pagina contiene informazioni ricavate automaticamente dalle voci biografiche con l'ausilio del template Bio e di un bot. L'aggiornamento è periodico e automatico e ricostruisce completamente la pagina. Se manca una persona in questa lista, sei pregato di non aggiungerla, ma accertati piuttosto che la sua voce biografica contenga il template Bio e che i dati anagrafici siano correttamente compilati. Se il template Bio manca, inseriscilo tu stesso o, in alternativa, metti l'avviso {{tmp\|Bio}} che ne segnala la mancanza. Se i dati riportati sono sbagliati, correggi direttamente la voce biografica; le modifiche saranno visibili in questa lista entro pochi giorni. Per chiarimenti vedi il progetto antroponimi. La lista contiene solo le 122 persone che sono citate nell'enciclopedia e per le quali è stato implementato correttamente il template Bio. Pagina aggiornata al 16 ott 2024. |

Questa è una lista di persone presenti nell'enciclopedia che hanno il nome Josef e sono calciatori.

## A(2)
- Josef Adelbrecht, calciatore e militare austriaco (Klagenfurt am Wörthersee, n. 1910 - Ivashkovo, † 1941)
- Josef Al-Imam, calciatore iracheno (Malmö, n. 2004)

## B(7)
- Josef Bergmaier, calciatore tedesco (Monaco di Baviera, n. 1909 - Orël, † 1943)
- Josef Bican, calciatore e allenatore di calcio austriaco (Vienna, n. 1913 - Praga, † 2001)
- Josef Blum, calciatore e allenatore di calcio austriaco (Vienna, n. 1898 - Vienna, † 1956)
- Josef Börjesson, calciatore svedese (Göteborg, n. 1891 - Göteborg, † 1971)
- Josef Brandstetter, calciatore austriaco (Vienna, n. 1890 - Vienna, † 1945)
- Josef Bursik, calciatore inglese (Londra, n. 2000)
- Josef Bělka, calciatore boemo (n. 1886 - † 1944)

## C(3)
- Josef Chloupek, calciatore austriaco (Vienna, n. 1908 - † 1974)
- Josef Crha, calciatore cecoslovacco (n. 1927 - † 1998)
- Joe Curry, calciatore inglese (Newcastle upon Tyne, n. 1887 - † 1936)

## D(4)
- Josef Degeorgi, ex calciatore austriaco (Bad Vöslau, n. 1960)
- Josef Divíšek, calciatore ceco (Praga, n. 1990)
- Josef Dvorník, calciatore ceco (Přílepy, n. 1978)
- Josef de Souza Dias, calciatore brasiliano (Rio de Janeiro, n. 1989)

## E(2)
- Josef Elting, ex calciatore tedesco occidentale (Bocholt, n. 1944)
- Josef Epp, calciatore e allenatore di calcio austriaco (n. 1920 - † 1989)

## F(5)
- Josef Fath, calciatore tedesco (Worms, n. 1911 - Worms, † 1985)
- Josef Ferrero, calciatore italiano (n. 1897)
- Josef Fischer, calciatore austriaco (n. 1893 - † 1932)
- Josef Frühwirth, calciatore austriaco (Vienna, n. 1906 - † 1944)
- Josef Fuhrmann, ex calciatore tedesco (Colonia, n. 1940)

## G(4)
- Josef Galáb, calciatore cecoslovacco (n. 1914 - † 1973)
- Josef Ganda, calciatore israeliano (n. 1997)
- Josef Gauchel, calciatore tedesco (Coblenza, n. 1916 - Coblenza, † 1963)
- Josef Glaser, calciatore tedesco (St. Blasien, n. 1887 - Friburgo in Brisgovia, † 1969)

## H(13)
- Josef Hagler, calciatore austriaco (n. 1893 - † 1972)
- Josef Håkestad, calciatore norvegese (n. 1907 - † 1977)
- Josef Hamerl, calciatore austriaco (n. 1931 - † 2017)
- Josef Hamouz, calciatore ceco (Ostrov, n. 1980)
- Josef Hassmann, calciatore austriaco (n. 1910 - † 1969)
- Sepp Herberger, calciatore e allenatore di calcio tedesco (Mannheim, n. 1897 - Weinheim-Hohensachsen, † 1977)
- Jupp Heynckes, ex calciatore e allenatore di calcio tedesco (Mönchengladbach, n. 1945)
- Josef Hnaníček, calciatore ceco (Zlín, n. 1986)
- Josef Hofbauer, calciatore austriaco (Vienna, n. 1901 - Vienna, † 1968)
- Josef Hornauer, calciatore tedesco (Monaco di Baviera, n. 1908 - Monaco di Baviera, † 1985)
- Josef Hronek, calciatore cecoslovacco (n. 1921 - † 2004)
- Josef Hügi, calciatore svizzero (Riehen, n. 1930 - Basilea, † 1995)
- Josef Hušbauer, calciatore ceco (Praga, n. 1990)

## I(1)
- Josef Ivanović, ex calciatore tedesco (Bielefeld, n. 1973)

## J(7)
- Josef Janík, ex calciatore cecoslovacco (n. 1921)
- Josef Jelínek, ex calciatore cecoslovacco (Praga, n. 1941)
- Josef Jelínek, calciatore cecoslovacco (n. 1902 - † 1973)
- Josef Jelínek, ex calciatore cecoslovacco (Praga, n. 1945)
- Josef Jelínek, calciatore austriaco (Vienna, n. 1916)
- Josef Jindřišek, calciatore ceco (n. 1981)
- Josef Jurkanin, ex calciatore cecoslovacco (n. 1949)

## K(12)
- Josef Kaczor, ex calciatore tedesco (Hamm, n. 1953)
- Josef Kadraba, calciatore cecoslovacco (Řevničov, n. 1933 - † 2019)
- Josef Kaiml, calciatore cecoslovacco (Lidice, n. 1926 - † 1991)
- Josef Kaltenbrunner, calciatore austriaco (Vienna, n. 1888 - Vienna, † 1951)
- Josef Kaufman, ex calciatore ceco (Pardubice, n. 1984)
- Josef Kiefer, ex calciatore e allenatore di calcio tedesco (Basilea, n. 1942)
- Josef Kitzmüller, calciatore austriaco (Vienna, n. 1912 - † 1979)
- Josef Kopecký, calciatore boemo († 1930)
- Josef Košťálek, calciatore cecoslovacco (Kročehlavy, n. 1909 - † 1971)
- Josef Kuchař, calciatore cecoslovacco (Praga, n. 1901 - † 1986)
- Josef Kuchynka, calciatore cecoslovacco (Praga, n. 1894 - † 1979)
- Josef Kvída, calciatore ceco (n. 1997)

## L(4)
- Josef Laštovka, calciatore ceco (n. 1982)
- Josef Linzmayer, calciatore austriaco (n. 1884 - † 1931)
- Josef Ludl, calciatore e allenatore di calcio cecoslovacco (Dalovice, n. 1916 - † 1998)
- Josef Lüke, calciatore tedesco (Düsseldorf, n. 1899 - † 1964)

## M(11)
- Sepp Maier, ex calciatore e allenatore di calcio tedesco (Metten, n. 1944)
- Josef Majer, calciatore cecoslovacco (n. 1925 - Kladno, † 2013)
- Josef Maloun, calciatore cecoslovacco (n. 1905 - † 1972)
- Josef Martínez, calciatore venezuelano (Valencia, n. 1993)
- Josef Marx, calciatore tedesco (Geseke, n. 1934 - † 2008)
- Josef Masopust, calciatore e allenatore di calcio cecoslovacco (Most, n. 1931 - Praga, † 2015)
- Josef Mastalka, calciatore austriaco (Vienna, n. 1885 - Vienna, † 1953)
- Josef Mifsud, ex calciatore maltese (n. 1984)
- Josef Mirschitzka, calciatore austriaco (n. 1914 - † 1980)
- Josef Musil, calciatore austriaco (n. 1920 - Vienna, † 2005)
- Josef Müller, calciatore tedesco (Würzburg, n. 1893 - † 1984)

## N(2)
- Josef Novák, calciatore cecoslovacco (Kladno, n. 1900 - † 1974)
- Josef Novák, ex calciatore cecoslovacco (Žacléř, n. 1956)

## O(2)
- Josef Obajdin, ex calciatore ceco (Vlašim, n. 1970)
- Josef Orth, calciatore cecoslovacco (n. 1916)

## P(9)
- Josef Pekarek, calciatore tedesco (Bad Vöslau, n. 1913 - Deutsch-Wagram, † 1996)
- Josef Pelikán, calciatore boemo († 1950)
- Josef Pfeiffer, calciatore austriaco
- Josef Pirrung, calciatore tedesco (Münchweiler an der Rodalb, n. 1949 - † 2011)
- Josef Pleticha, calciatore cecoslovacco (Kladno, n. 1902 - † 1951)
- Josef Posipal, calciatore romeno (Lugoj, n. 1927 - Amburgo, † 1997)
- Josef Prager, calciatore austriaco (Kiskunhalas, n. 1886 - † 1975)
- Josef Pulchert, calciatore austriaco (n. 1880)
- Josef Pöttinger, calciatore tedesco (n. 1903 - † 1970)

## R(3)
- Josef Rasselnberg, calciatore tedesco (Düsseldorf, n. 1912 - † 2005)
- Josef Rodzinski, calciatore tedesco (Duisburg, n. 1907 - † 1984)
- Josef Röhrig, calciatore tedesco (Zündorf, n. 1925 - Colonia, † 2014)

## S(12)
- Josef Samu, calciatore ungherese (Seghedino, n. 1924 - † 2008)
- Josef Schediwy, calciatore austriaco (Fünfhaus, n. 1876 - Tashkent, † 1915)
- Josef Schmitt, calciatore tedesco (n. 1908 - † 1980)
- Josef Schneider, calciatore e allenatore di calcio austriaco (Vienna, n. 1901 - Vienna, † 1973)
- Josef Schümmelfelder, calciatore tedesco (Bonn, n. 1891 - † 1966)
- Josef Sedláček, calciatore cecoslovacco (Vienna, n. 1893 - † 1985)
- Josef Sedláček, calciatore cecoslovacco (n. 1912 - † 1985)
- Josef Silný, calciatore cecoslovacco (Kroměříž, n. 1902 - † 1981)
- Josef Sloup, calciatore cecoslovacco (Plzeň, n. 1897 - † 1954)
- Josef Stering, ex calciatore austriaco (Köflach, n. 1949)
- Josef Streb, calciatore tedesco (n. 1912)
- Josef Suchý, calciatore cecoslovacco (n. 1905 - † 1984)

## T(2)
- Josef Taurer, calciatore austriaco (Vienna, n. 1883 - Innsbruck, † 1956)
- Josef Thaut, calciatore cecoslovacco (n. 1905)

## U(1)
- Josef Umbach, calciatore tedesco (München-Gladbach, n. 1888 - † 1976)

## V(3)
- Josef Vacenovský, calciatore cecoslovacco (Ratíškovice, n. 1937 - † 2023)
- Josef Vedral, calciatore cecoslovacco (n. 1924 - † 1975)
- Josef Vojta, calciatore cecoslovacco (Plzeň, n. 1935 - † 2023)

## W(5)
- Josef Weber, calciatore tedesco (Landau, n. 1898 - Landau, † 1970)
- Josef Weikl, ex calciatore tedesco (Bodenmais, n. 1954)
- Sepp Weiß, ex calciatore tedesco (n. 1952)
- Josef Weiss, calciatore austriaco
- Josef Wendl, calciatore tedesco (Monaco di Baviera, n. 1906 - † 1980)

## Z(3)
- Josef Zeman, calciatore cecoslovacco (Drunče, n. 1915 - † 1999)
- Josef Zosel, calciatore cecoslovacco (Česká Lípa, n. 1907)
- Josef Zürcher, calciatore svizzero (n. 1925)

## Č(2)
- Josef Čtyřoký, calciatore cecoslovacco (Smíchov, n. 1906 - † 1985)
- Josef Čapek, calciatore cecoslovacco (Praga, n. 1902 - † 1983)

## Š(3)
- Josef Šíma, calciatore cecoslovacco (n. 1905 - † 1983)
- Josef Šural, calciatore ceco (Hustopeče, n. 1990 - Alanya, † 2019)
- Josef Šroubek, calciatore e hockeista su ghiaccio cecoslovacco (Praga, n. 1891 - Praga, † 1964)